# کوین سوجیهارا
کوین سوجیهارا، (به انگلیسی: Kevin Tsujihara) (زاده ۲۵ اکتبر ۱۹۶۴) کارآفرین، بازرگان و مدیر ارشد اجرایی آمریکایی است، که در حال حاضر به‌عنوان رییس هیئت مدیره شرکت برادران وارنر فعالیت می‌کند.